# Karl Theodor Fahr
Karl Theodor Fahr (Pirmasens, 3 ottobre 1877 – Amburgo, 29 ottobre 1945) è stato un patologo tedesco.

## Biografia
Nel 1903 conseguì il dottorato in medicina presso l'Università di Giessen, proseguendo poi gli studi con Eugen Bostroem (1850-1926) a Giessen, con Morris Simmonds (1855-1925) ad Amburgo e con Ilya Ilyich Metchnikoff (1845-1916) a Parigi . Nel 1924, divenne direttore dell'istituto patologico presso l'University Medical Center Hamburg-Eppendorf.
Fahr è ricordato per il suo lavoro sulla nefrologia e nella ricerca dei disturbi renali. Con il medico Franz Volhard (1872-1950) pubblicò una monografia completa sulla sindrome di Bright intitolata Die Brightsche Nierenkrankheit. Nel 1923, fornì una correlazione tra il cancro ai polmoni (Bronchialkarzinom) e il fumo di tabacco. Oggi il suo nome è associato alla sindrome di Fahr, che è una malattia neurologica degenerativa caratterizzata da calcificazioni e perdita di cellule all'interno dei gangli.

## Opere principali
- Die Bright’sche Nierenkrankheit: Klinik, Pathologie und Atlas. (Bright's kidney disease: clinic, pathology and atlas); con Franz Volhard, Springer, Berlin 1914.
- Die Nierengewächse. In: Friedrich Henke und Otto Lubarsch (Hrsg.): Handbuch der speziellen pathologischen Anatomie und Histologie. Band 6, 1. Berlin 1925.
- Zusammenhangstrennung und durch Gewaltanwendung bedingte krankhafte Veränderungen des Nierenbeckens und des Harnleiters. In: Friedrich Henke und Otto Lubarsch (Hrsg.): Handbuch der speziellen pathologischen Antomie und Histologie. Band 6, 1. Berlin 1925.